# Canto lírico
El canto lírico es el conjunto de técnicas vocales utilizadas para cantar el repertorio de la música docta. El término deriva de la lira, un instrumento de cuerda punteada primitivo, con forma de ábaco que servía para acompañar al cantante en concursos en la antigua Grecia. Como el arpa, la lira se tocaba con las dos manos.
El canto lírico se distingue del canto popular por la tesitura y la extensión vocal de quien canta. La tesitura de una voz se define por el buen timbre, el volumen considerable, un vibrato igualado, la posibilidad de un messa di voce y la posibilidad de agilidad y coloratura. La extensión vocal es intervalo entre el sonido más grave y el más agudo que pueden alcanzarse. En el canto lírico, la extensión suele ser de dos octavas o más, aunque en los tenores puede ser de poco menos de dos octavas.
La formación de cantante lírico es una carrera en conservatorio. Dura aproximadamente de cinco a diez años y en muchos países termina con la obtención de un grado académico.
En la clasificación de matices vocales en el canto operístico, el uso del término lírico es más estrecho. Se suele distinguir entre voces líricas y voces dramáticas. Con la diferenciación de las óperas en ópera buffa y ópera seria se diferenciaron también voces serias y bufas. Esa diferencia se fue convirtiendo en las categorías básicas de la voz lírica y la voz dramática. Las voces líricas se caracterizan por la voz de cabeza y la voz de silbido y por el hecho de que pueden utilizar la técnica del messa di voce. En las voces dramáticas, en cambio, predomina la voz de pecho.

## Historia
El arte del canto nació con la humanidad misma, con su primera expresión vocal. En sus orígenes fue una forma más elevada del lenguaje, probablemente inspirada por el culto primitivo. Hay incluso quienes afirman que el canto existió antes del lenguaje hablado, así como existe en especies diferentes al ser humano, por ejemplo las aves. Se arguye que el canto era una mejor forma de comunicación para grandes distancias y, además, se dice que el canto precedió al lenguaje debido a que transmite contenidos emocionales en vez de contenidos textuales, algo que es más complejo y vino después.
Neurológicamente, el canto es manejado por el hemisferio contrario al del lenguaje, es decir, por el derecho, en la mayoría de las personas (sólo un porcentaje de zurdos tiene las funciones del lenguaje y el canto intercambiadas). Por esto mismo, en enfermedades en las que se afecta uno de estos hemisferios, la persona podrá cantar o hablar pero será incapaz de efectuar las dos.
Más adelante el canto respondió a las necesidades de las religiones y las estéticas, condicionadas naturalmente por ejemplo por diferentes lenguas, las que llevaron a distintas maneras de emitir la voz (nasalización y elevación artificial de la laringe en las culturas del Oriente Medio).
En la antigüedad mediterránea el arte del canto tuvo influencia en la retórica; en Grecia los discursos debían ser rendidos en un determinado tono. Para la tragedia y comedia griegas se necesitaban cantantes formados, que junto con el drama ofrecían secciones cantadas.
El aporte más importante de la Iglesia católica al arte del canto es, posiblemente, el canto litúrgico y su desarrollo polifónico en siglos posteriores, antes de concluir la Edad Media. A fines de este mismo período, en Europa, apareció un tipo de canto profano que se podría denominar de arte y que practican los troubadours, trouvères y Minnesänger. La improvisación libre del siglo XVI sentó las bases técnico-vocales para el amplio y diferenciado desarrollo que tuvo el arte del canto a partir de 1600, con el florecimiento de la ópera, el oratorio, la cantata y el aria. En ese período, en el cual el canto tuvo un desarrollo musical tan grande, la principal preocupación era la expresión y la comprensibilidad del texto.
El virtuosismo vocal se desarrolló a la par con el instrumental, y sus grandes cultores fueron los castrati con su enorme habilidad en la ejecución de coloraturas. Recién el nuevo dramatismo del clasicismo restauró la relación original entre música y declamación y reemplazó al castrato por el cantante dramático, así como permitió la integración de las mujeres, que fueron excluidas del canto desde el siglo VII por la Iglesia Católica.
En el siglo XIX apareció la canción artística (lied, kunstlied), la que con sus exigencias técnicas y expresivas enriqueció el arte del canto. En el arte vocal francés, en todas las épocas, el acento estaba puesto en la declamación de la palabra. La escuela belcantística italiana, en cambio, enseñaba el libre desarrollo del melos vocal, en detrimento de lo declamatorio.
Con el nacimiento de la ópera en el año 1600 en Florencia (Italia), el canto lírico adquirió otra importancia. Las óperas u operetas se representaban en las cortes. Grandes exponentes de su nacimiento fueron Henry Purcell, Claudio Monteverdi y Wolfgang Amadeus Mozart. La ópera fue llevada a los teatros a mediados del siglo XVII. Desde entonces se compusieron varias óperas basadas en obras de William Shakespeare y muchos autores de la época. Pero la época de oro de la ópera y el canto lírico llegaría del 1800 (siglo XIX) al 1950 (mediados del siglo XX) aproximadamente, con autores como Vincenzo Bellini, Gioacchino Rossini, Richard Wagner, Giuseppe Verdi, Giacomo Puccini, Charles Gounod y Gaetano Donizetti, entre otros.
Fue durante estos siglos que el canto lírico se convirtió en arte de culto. Las voces aparecían primero como por arte de magia. Luego comenzaron a formarse los primeros maestros o profesores de canto y las formas de emitir la voz fueron estabilizándose y pasando por convencionalismos en cada época.
El sonido falsete casi femenino era utilizado desde la época de Mozart y hasta la llegada del cantante Gilbert Duprez. Hasta entonces los tenores pasaban a la zona aguda sin casi utilizar voz de pecho, por lo que luego del La3 la voz se tornaba inestable y sucedían todo tipo de problemas, generando un sonido desagradable.
Muchos de los cantantes del siglo XX transitaron ese camino sin una técnica depurada. Evitaron trabajar la zona del pasaje o passaggio y utilizaron su voz abierta, casi sin cubrirla hasta la zona aguda del registro. Entre los ejemplos más notorios estuvo Giuseppe Di Stefano, quien tuvo una intensa carrera aunque corta por el uso indiscriminado de la voz abierta y no cubierta, lo que le implicó un desgaste vocal.
Sin embargo, otros cantantes, de los cuales el más destacado internacionalmente por su popularidad fuera de los escenarios líricos fue el tenor Luciano Pavarotti, lograron una técnica depurada y un pasaje a la zona aguda sin tropiezos y logrando explotar al máximo el uso de los resonadores faciales, logrando así un sonido mucho más claro, con volumen y una unión sonora entre los registros graves, medios y agudos, obteniendo así una voz que parece ser la misma en todas las zonas y que permitió a estos cantantes continuar sus carreras decentemente hasta edades muy avanzadas.
Personas que han sido reconocidas internacionalmente por dedicarse al canto lírico son Maria Callas,  Alfredo Kraus, Montserrat Caballé, Giulietta Simionato, Edda Moser, Giuseppe Di Stefano, Franco Corelli, Luciano Pavarotti, Cecilia Bartoli, Plácido Domingo, entre otros.